# Народное собрание Карачаево-Черкесской Республики
Народное Собрание (Парламент) Карачаево-Черкесской Республики — законодательный (представительный) однопалатный орган государственной власти Карачаево-Черкесской Республики, является постоянно действующим высшим и единственным органом законодательной власти республики.

## Фракции

Фракции Народного Собрания КЧР по итогам выборов 2014 года

Действующий VI-й созыв (2019—2024):
| Фракция                         | Руководитель               | Кол-во депутатов |
| ------------------------------- | -------------------------- | ---------------- |
| Единая Россия                   | Иванов Александр Игоревич  | 34               |
| КПРФ                            | Бытдаев Кемал Курманович   | 6                |
| Патриоты России                 | Коджаков Олег Юнусович     | 3                |
| Справедливая Россия — За правду | Акбаев Ренат Анзорович     | 3                |
| Гражданская платформа           | Темрезов Науруз Срапилевич | 2                |
| ЛДПР                            | Жедяев Олег Евгеньевич     | 2                |

V-й созыв (2014—2019):
| Фракция             | Руководитель                  | Кол-во депутатов |
| ------------------- | ----------------------------- | ---------------- |
| Единая Россия       | Иванов Александр Игоревич     | 37               |
| КПРФ                | Биджев Исмель Абдул-Газизович | 5                |
| Патриоты России     | Коджаков Олег Юнусович        | 3                |
| Справедливая Россия | Гербеков Руслан Аскербиевич   | 3                |
| ЛДПР                | Жедяев Олег Евгеньевич        | 2                |

IV-й созыв (2009—2014):
| Фракция                 | Руководитель | Кол-во депутатов (на 1 августа 2009) |
| ----------------------- | ------------ | ------------------------------------ |
| Единая Россия           |              | 52                                   |
| КПРФ                    |              | 5                                    |
| Патриоты России         |              | 4                                    |
| Справедливая Россия     |              | 6                                    |
| Внефракционные депутаты |              | 6                                    |

## Этнический состав
| Этносы     | Доля этноса в республике (2002), % | III созыв (14 марта 2004) | III созыв (14 марта 2004) | IV созыв (1 марта 2009) | IV созыв (1 марта 2009) | Доля этноса в республике (2010), % | V созыв (14 сентября 2014) | V созыв (14 сентября 2014) |
| ---------- | ---------------------------------- | ------------------------- | ------------------------- | ----------------------- | ----------------------- | ---------------------------------- | -------------------------- | -------------------------- |
| Этносы     | Доля этноса в республике (2002), % | количество                | %                         | количество              | %                       | Доля этноса в республике (2010), % | количество                 | %                          |
| карачаевцы | 38,5                               | 38                        | 52,1                      | 34                      | 46,6                    | 41                                 | 22                         | 44                         |
| русские    | 33,7                               | 13                        | 17,8                      | 18                      | 24,7                    | 31,6                               | 14                         | 28                         |
| черкесы    | 11,3                               | 9                         | 12,3                      | 10                      | 13,7                    | 11,9                               | 6                          | 12                         |
| абазины    | 7,4                                | 6                         | 8,2                       | 6                       | 8,2                     | 7,8                                | 3                          | 6                          |
| ногайцы    | 3,4                                | 3                         | 4,1                       | 3                       | 4,1                     | 3,3                                | 2                          | 4                          |
| армяне     | 0,7                                |                           |                           | 1                       | 1,4                     | 0,6                                | 1                          | 2                          |
| украинцы   | 0,8                                |                           |                           | 1                       | 1,4                     | 0,4                                | 1                          | 2                          |
| греки      | 0,3                                |                           |                           | 0                       | 0                       | 0,3                                | 1                          | 2                          |
| другие     | 4                                  | 4                         | 5,5                       | 0                       | 0                       | 3,2                                | 0                          | 0                          |
| Итого      | 100                                | 73                        | 100                       | 73                      | 100                     | 100                                | 50                         | 100                        |